# Національний молитовний сніданок

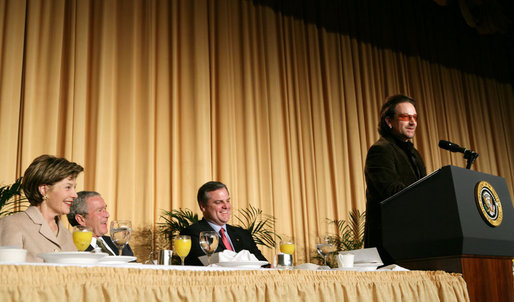
Виступ Боно на Національному молитовному сніданку 2006 рік

Національний молитовний сніданок - неформальна подія, зустріч представників влади, громадських організацій, релігійних конфесій, бізнесу, громадян з метою спільного обговорення важливих питань і молитви. Започатковані в США у 1953 році президентом Ейзенхауером, відбуваються також у інших країнах світу, з 2008 року -  в Україні

## Молитовні сніданки у США
Історія молитовних сніданків у США бере початок від проповідника-методиста Авраама Верейде, норвежця за походженням, який емігрував до Сполучених Штатів у 1905 році. Намагаючись допомогти бідним, він прийшов до висновку, що необхідно через віру впливати на сильних цього світу, щоб вони були зосереджені на Христі і діяли відповідно християнським принципам. У 1940-х роках Верейде влаштовував невеликі молитовні сніданки для місцевих лідерів і бізнесменів у Вашингтоні. Прихильником Верейде був сенатор Френк Карлсон. 
У 1942 році під час II Світової війни, члени Конгресу США вирішили спільно молитися кожного четверга перед прийняттям серйозних політичних рішень. Була створена група духовного спілкування, ідея почала швидко поширюватися за межі Конгресу, об'єднуючи представників різних верств американського суспільства. 

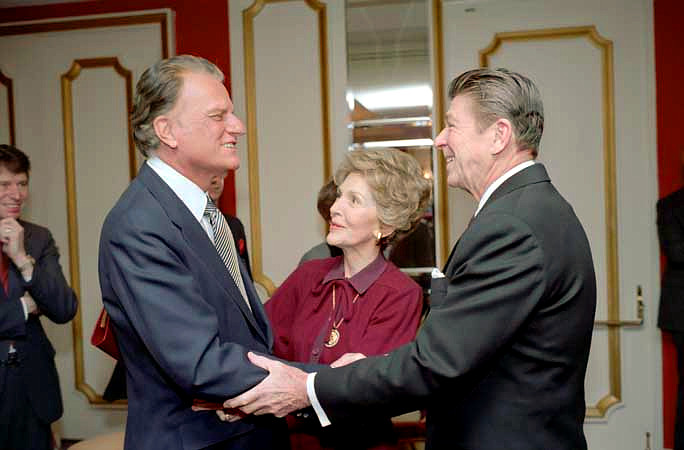
Рейгани та Біллі Грем на Національному молитовному сніданку

У 1953 році президент США Дуайт Ейзенхауер, розуміючи небезпеку поширення комунізму, відзначив у розмові з євангельським проповідником Біллі Гремом, що країна потребує духовного відновлення. Для Ейзенхауера однією з основ сильної нації була віра. Верейде, Карлсон та Грем побачили у цьому можливість розширити свою спільну місію виховання християнських лідерів. Хоча спочатку Ейзенхауер відмовлявся бути присутнім на молитовній зустрічі з політиками, представниками церков та бізнесу, Біллі Грем переконав президента взяти в ній участь. На першому молитовному сніданку під гаслом «Уряд під Богом» були присутні близько 400 осіб. Ця подія стала частиною того, що тодішній капелан Сенату назвав «Рухом повернення до Бога».36-й Президент США Джонсон зазначав: «Однією з найбільш цінних традицій уряду є щоденна молитва – важлива складова законодавчого процесу». До 1970 року захід мав назву Президентський молитовний сніданок. Кожен президент США принаймні раз за час своїх повноважень з’являвся на молитовному сніданку, перетворюючи його на всесвітню атракцію як для тих, хто молиться, так і для політиків. Традиційно Національний молитовний сніданок США проходить в перший четвер лютого, коли тисячі урядовців, міжнародних лідерів і обраних бізнесменів збираються для 90-хвилинної молитви та сніданку. Серед учасників не тільки християни різних деномінацій, але мусульмани, юдеї, буддисти.
Спонсором і одним з ключових фігур молитовних сніданків є The Fellowship Foundation, позапартійна християнська група, яка має значний вплив на іноземні справи за останні 50 років. Місія групи полягає у створенні всесвітньої «сім’ї друзів», в тому числі і серед представників інших конфесій, поширюючи слова Ісуса тим, хто має владу. Це своєрідна "релігійна дипломатія", яка приносить свої плоди, хоча деякі з запрошених групою осіб є суперечливими або екзотичними. Запрошення роздають сенатори та конгресмени, ціна на вхідний квиток на захід у 2025 році стартує з 10 тисяч доларів і може доходити до 150 тисяч.
Після промови президента наступає черга основного промовця, ім'я якого тримається в секреті. Основні оповідачі на молитовних сніданках відверті та можуть бути різкими в своїх судженнях, звертаючи увагу на актуальні проблеми суспільства. Так Мати Тереза у своїй доповіді у 1995 році засудила аборти, а нейрохірург Бен Карсон критикував «моральний розпад і фінансову безвідповідальність» нації.
Крім Національного молитовного сніданку в США проходить впливовий Національний католицький молитовний сніданок, який також відвідують політики і президенти, а також молитовні сніданки різних форматів та рівнів.
07 лютого 2025 на Національному молитовному сніданку виступив новообраний президент Трамп, наголосивши на необхідності «викорінити антихристиянські упередження», а також згадав війну росії проти України та події на Близькому Сході. При цьому на сніданок була запрошена російська делегація, в т.ч. священники які відкрито підтримують війну.

### Участь України в молитовних сніданках в США
Після здобуття незалежності, делегації з України беруть участь у Національних молитовних сніданках у США.
З 2008 року в США відбуваються Українські молитовні сніданки, які організовує українська діаспора.
08 лютого 2025 року в рамках Ukrainian Week 2025 у  Вашингтоні відбувся Український молитовний сніданок, в якому взяли участь більше тисячі учасників, в т.ч. конгресмени США, народні депутати, військові, голова Державної служби України з етнополітики та свободи совісті. За мир, справедливість і перемогу України молились очільник ПЦУ Епіфаній та митрополит Філадельфійський УГКЦ Борис Гудзяк.

## Європа і світ
Молитовні сніданки проходять у Європарламенті, а також у парламентах Німеччини, Великої Британії та інших країн.
З 2001 року Національні молитовні сніданки проходять на Тайвані.

## Україна
З 2008 року у Верховній Раді були започатковані Молитовні сніданки під керівництвом спікера. 
У 2021 році Україна була на другому місці в світі після США по масштабу молитовних сніданків. В різних частинах країни проходять регіональні молитовні сніданки, організовані місцевою владою - у Львові, Луцьку, Кропивницькому, Одесі, Харкові. Ці заходи стали особливо актуальними під час повномасштабної агресії росії, вони згуртовують суспільство та стають майданчиками для благодійних акцій.. і проходять навіть у невеликих містечках.
З грудня 2021 року в Україні проходять жіночі молитовні сніданки. На першому з них під гаслом "Сім’я – колиска Божої любові" взяли участь 100 жінок. Жіночі молитовні сніданки відбуваються щорічно.
У червні 2024 року пройшов перший молитовний сніданок за участю урядовців, депутатів, військових, духовенства, представників ГО, дипломатів, закордонних гостей під патронатом Президента. У ньому взяли участь 836 осіб із 15 країн світу
6 грудня 2024 року пройшов перший Військовий молитовний сніданок за участю священників, капеланів ЗСУ, поранених і звільнених з полону воїнів, президента України і головнокомандувача ЗСУ. Захід відбувся у Трапезному храмі Києво-Печерської Лаври. 
24 грудня 2024 року вп'яте відбувся Різдвяний молитовний сніданок вчених, у якому взяли участь понад 50 учених з 20 міст України та 5 країн Європи.